# گمینا یانوویتس ویلکوپولسکی
گمینا یانوویتس ویلکوپولسکی (به لهستانی:  Gmina Janowiec Wielkopolski) یک گمینا در لهستان است که در شهرستان ژنین واقع شده‌است. گمینا یانوویتس ویلکوپولسکی ۱۳۰٫۷۴ کیلومتر مربع مساحت و ۹٬۳۱۴ نفر جمعیت دارد.